# Dante Quinterno
Dante Quinterno (1909-2003) est un auteur de bande dessinée, animateur et éditeur argentin, surtout connu pour avoir créé en 1928 le petit indien patagon fictionnel Patoruzú, à qui fut consacré un magazine de 1936 et 1977 et qui est un des personnages les plus connus de la bande dessinée jeunesse argentine. Quinterno a également réalisé en 1942 le premier court-métrage d'animation de son pays, Upa en apuros (es), avec Patoruzú comme héros.
Quelques histoires de Patoruzú ont été publiées dans la presse française à la fin des années 1940.